# Baihe, Yunnan
Baihe (kinesiska: 白河) är en köping i Kina. Den ligger i provinsen Yunnan, i den sydvästra delen av landet, omkring 260 kilometer sydost om provinshuvudstaden Kunming. Antalet invånare är 24 113. Befolkningen består av 11 377 kvinnor och 12 736 män. Barn under 15 år utgör 20,0 %, vuxna 15-64 år 72 %, och äldre över 65 år 6,0 %.
Genomsnittlig årsnederbörd är 2 219 millimeter. Den regnigaste månaden är juli, med i genomsnitt 509 mm nederbörd, och den torraste är februari, med 33 mm nederbörd.